# Path Vol. 2
Path Vol. II je singl od finské kapely Apocalyptica.

## Seznam skladeb
1. „Path Vol.2“ (feat. Sandra Nasić - Guano Apes) - 3:23
2. „Path“ (Album Version) - 3:06
3. „Pray!“ (Live) - 4:22
4. „Romance“ (Live) - 3:44